# Charles Hinman
Charles Hinman est un artiste peintre né le 29 décembre 1932 à Syracuse (New-York). Il joue du relief et de la couleur pour créer des toiles sculpturales. Son œuvre se rattache au minimalisme et au genre du « shaped canvas ».

## Un peintre new-yorkais
Charles Hinman réside dans un quartier du Lower Manhattan, le Coenties Slip (en), et partage un atelier avec James Rosenquist. Ils forment avec Robert Indiana, Ellsworth Kelly, Agnès Martin et Jack Youngerman une communauté volontairement en marge de l’expressionnisme abstrait. Les artistes du Coenties Slip développent une esthétique anti-subjective et minimaliste, explorant l’usage de la couleur et de la géométrie, sans pour autant partager la même démarche ni former une école.
Il emménage dans un atelier au numéro 2, Spring street, dans le même immeuble que Robert Indiana, puis dans un immense studio sur Bowery Street où il est le voisin de Tom Wesselmann et Will Insley (de). Cet atelier, où il travaille encore, appartient aujourd’hui au New Museum.

## Reconnaissance
Grâce à la personnalité de James Rosenquist, Charles Hinman attire l’attention des galeristes. En 1964 ont lieu deux expositions qui le font connaître au grand public : Seven New Artists chez Sidney Janis Gallery, puis Charles Hinman chez Richard Feigen Gallery. Il est également remarqué par ses pairs, dont Frank Stella, qui l’inclut dans une exposition collective chez Tibor de Nagy Gallery (en), « Shape and Structure », en 1965 aux côtés de Donald Judd, Robert Morris, Carl André et Larry Bell. Le Whitney Museum montre ses œuvres dans deux expositions successives en 1965 et en 1966.
Cette renommée permet à Charles Hinman de vendre ses peintures à des collectionneurs, dont Nelson Rockefeller, ou encore à des musées comme la Albright-Knox Art Gallery et le MoMa. De 1971 à 1975, Charles Hinman est exposé par Denise René à Paris et à New York. En 1979, il figure dans une exposition rétrospective : Shaped paintings qui réexamine la notion de shaped canvas en l’élargissant aux œuvres en trois dimensions, aux côtés de Kenneth Noland, Ellsworth Kelly, Robert Mangold et Tom Wesselmann. Depuis cette époque, il a enseigné dans plusieurs écoles. Il est soutenu par la fondation John-Simon-Guggenheim et a reçu le Lee Krasner Award par la Pollock-Krasner Foundation (en).

## L’art de Charles Hinman
Il crée ses tableaux à partir de châssis en bois aux formes géométriques tridimensionnelles, sur lesquelles les toiles de peinture sont tendues. C’est un travail complexe qui mobilise des compétences techniques autant qu’artistiques. Charles Hinman ainsi est à la fois artiste-peintre, ingénieur et charpentier (professeur ingénieur à la Staten Island Academy (en) (1960-62) et maître charpentier à la Woodmen Academy, Long Island (1962-64).
On caractérise ses œuvres par le nom de « shaped canvas », c’est-à-dire de toile formée. Cette expression recouvre une ambigüité : parle-t-on de tableaux donnant seulement l’illusion de l’espace ou de tableaux-sculptures, s’avançant vers la troisième dimension L’art de Charles Hinman explore ce jeu entre l’espace réel de la sculpture et l’espace illusoire de la peinture : « Mon intérêt brulant pour l’exécution de ces peintures consiste à établir l’espace réel de l’œuvre dans le contexte d’un espace illusoire et de montrer comment ces deux espaces interagissent. »
Plusieurs dimensions interviennent dans ce travail : la forme du tableau mais aussi la couleur, l’espace environnant et le spectateur. La couleur permet de jouer sur la perception de la forme : en opposant deux tonalités, Charles Hinman fait avancer ou reculer artificiellement les parties d’une surface plane. L’espace extérieur est intégré par le biais de reflets de couleurs. Le mouvement du spectateur influe sur sa perception : les formes et les couleurs changent au fur et à mesure que l’on tourne autour de la toile : « La conception de mon travail est dynamique – jamais statique. Mes peintures occupent six dimensions (…) les trois dimensions de l’espace, puis celles du temps, de la lumière et de la couleur. »

## Charles Hinman aujourd’hui
Charles Hinman jouit d’un regain d’intérêt depuis les années 2000. L’attention est portée aussi bien sur ses productions historiques que sur les productions les plus récentes. La galerie Luxembourg and Dayan à New York lui fait place parmi les pionniers du mouvement du "Shaped Canvas" aux côtés de Kenneth Noland et Lucio Fontana. La galerie Marc Straus a New York s’intéresse à l’évolution de son style en proposant une rétrospective sur ses soixante ans de création. Enfin, certains critiques placent ses dernières séries de tableaux parmi ses chefs-d’œuvre, en particulier les « Gems », toiles en forme de cristaux qui jouent des reflets de couleur sur les murs, les « Twists », qui s’admirent de profil comme de face et la "Day to Night Series" qui illustre l’évolution chromatique du cycle diurne.

## Collections publiques
- Museum of Modern Art, New York, NY, USA[16]
- Whitney Museum of American Art, New York, NY, USA[17]
- Butler Institute of American Art, Youngstown, OH, USA[18]
- Los Angeles County Museum of Art, Los Angeles, CA, USA[19]
- Museum of Modern Art, Nagaoka, Japon[20]
- AGO, Musée des Beaux-Arts de l’Ontario, Toronto, Ontario, Canada[19]
- Tel-Aviv Museum, Tel-Aviv, Israel[19]
- Musée d'Art contemporain (Macba), Buenos Aires, Argentine[21]

## Sélection d'expositions récentes

### Individuelles
- 2013 : Charles Hinman, 6 Decades, Marc Straus, New York, NY, USA[22]
- 2011 : GEMS, Butler Institute of American Art, OH, USA[19]

### En groupe
- A Global exchange, Geometric Abtsraction since 1950. Exposition itinérante : Frost Art Museum, FL, USA et Macba, Buenos Aires, Argentine[23], 2014-2015
- The Shaped Canvas, Revisited - Luxembourg & Dayan, New York, NY[13], mai-juillet 2014

## Filmographie
- In the studio with Charles Hinman, Will Calcutt, Ghostly International, octobre 2014, http://vimeo.com/109732185
- The art of Charles Hinamn, Gary Lichtenstein éditions, avril 2014, https://www.youtube.com/watch?v=BMu_z0h28hM